# Manon Trapp
Pour les articles homonymes, voir Trapp (homonymie).
Manon Trapp, née le 1er août 2000 à Sèvres, est une athlète française.

## Carrière
Manon Trapp remporte les Championnats de France de 10 kilomètres en 2019 ainsi que les Championnats de France de cross-country en 2021, 2022 et 2023.
Elle termine quatrième aux Championnats d'Europe de cross-country espoirs 2021 à Dublin.
Elle est sacrée championne de France du 5 000 mètres en 2022 à Caen.
Elle est médaillée de bronze en cross par équipes et sixième du cross individuel dans la catégorie des moins de 23 ans lors des Championnats d'Europe de cross-country 2022 à Turin.
Elle est à nouveau sacrée championne de France du 5 000 mètres en 2023 à Albi.
Le 8 décembre 2024, après avoir mené une grande partie de l'épreuve, elle termine 8e aux Championnats d'Europe de cross-country à Antalya.
Le 23 février 2025, lors du Marathon de Séville, elle bat le record de France du marathon en terminant deuxième de l’épreuve avec un chrono de 2 h 23 min 38 s.

## Palmarès
| Date | Compétition                             | Lieu                | Résultat | Épreuve          | Temps           |
| ---- | --------------------------------------- | ------------------- | -------- | ---------------- | --------------- |
| 2019 | Championnats de France de cross-country | Vittel              | 1er      | juniors          | 22 min 28 s     |
| 2019 | Championnats de France du 10 kilomètres | Canet-en-Roussillon | 1er      | 10 kilomètres    | 33 min 30 s     |
| 2019 | Championnats d'Europe de cross-country  | Lisbonne            | 9e       | juniors          | 14 min 37 s     |
| 2021 | Championnats de France de cross-country | Montauban           | 1er      | cross long       | 31 min 10 s     |
| 2021 | Championnats d'Europe de cross-country  | Dublin              | 4e       | espoirs          | 20 min 42 s     |
| 2022 | Championnats de France de cross-country | Les Mureaux         | 1er      | cross long       | 31 min 7 s      |
| 2022 | Championnats de France d'athlétisme     | Caen                | 1er      | 5 000 m          | 15 min 48 s     |
| 2022 | Championnats d'Europe de cross-country  | Turin               | 6e       | espoirs          | 20 min 42 s     |
| 2023 | Championnats de France de cross-country | Carhaix-Plouguer    | 1er      | cross long       | 33 min 55 s     |
| 2023 | Marathon de Valence                     | Valence             | 4e       | Marathon         | 2 h 25 min 48 s |
| 2024 | Championnats d'Europe de cross-country  | Antalya             | 8e       | seniors          | 26 min 17 s     |
| 2025 | Jeux mondiaux militaires d'hiver        | Emmen               | 2e       | cross individuel | 30 min 59 s     |

## Records
| Épreuve       | Temps                | Lieu    | Date             |
| ------------- | -------------------- | ------- | ---------------- |
| 5 000 mètres  | 15 min 19 s 24       | Liège   | 12 juillet 2023  |
| 10 kilomètres | 33 min 10 s          | Madrid  | 31 décembre 2020 |
| Semi-marathon | 1 h 10 min 56 s      | Paris   | 3 mars 2024      |
| Marathon      | 2 h 23 min 38 s (NR) | Séville | 22 février 2025  |